# John Cocke
John Cocke (ur. 30 maja 1925  – zm. 16 lipca 2002) – amerykański naukowiec znany ze swojego wkładu w teorię architektur komputerowych oraz teorię optymalizacji kompilatorów. Jest uważany przez wielu za ojca architektury RISC. W 1987 otrzymał Nagrodę Turinga.